# Aida (opera)
Aida je název opery Giuseppe Verdiho z roku 1871. Autorem libreta je Antonio Ghislanzoni, který zpracoval látku poskytnutou egyptologem Augustem Mariettem.

## Vznik a charakteristika
Operu Aida psal Verdi ve svých 58 letech na objednávku pro nové operní divadlo v egyptské Káhiře. Divadlo bylo slavnostně otevřeno u příležitosti oslav zahájení provozu Suezského průplavu. Tehdejší egyptský chediv Isma'il Paša Verdiho požádal o zkomponování ódy k otevření divadla, což však skladatel odmítl a provoz divadla byl tedy zahájen jeho operou Rigoletto. Isma'il Paša však nadále lákal zdráhajícího se Verdiho ke zkomponování opery pro káhirské divadlo – zejména nabídkou vysoké odměny – a ten se nakonec rozhodl objednávku přijmout a zpracovat námět, který mu od Marietteho zprostředkoval libretista opery Don Carlos, Camille du Locle. Verdi na opeře pracoval již od léta 1870, v srpnu téhož roku byla uzavřena smlouva a až poté byl jako definitivní libretista určen Ghislanzoni. Kompozice byla v podstatě dokončena již v listopadu 1870, orchestrace pak v únoru 1871 a poslední zásahy v partituře jsou ze srpna 1871. V té době již měla být opera podle smlouvy premiérována, jenže dekorace se vyráběly v Paříži a prusko-francouzská válka přinesla v tomto směru značné zpoždění. Superintendant egyptských divadel Paul Daneth musel intervenovat u Verdiho, aby Aidu mezitím nezadal jinému divadlu, a skladatel se rozhodl netrvat striktně na smluvních podmínkách. Dal souhlas s odložením premiéry, která se nakonec konala 24. prosince 1871.
Aida je některými hudebními znalci považována za vyvrcholení Verdiho celoživotního operního díla. První představitelkou titulní role měla být česká sopranistka Teresa Stolzová. Kvůli prusko-francouzské válce nakonec ani ona ani Verdi do Egypta neodcestovali. Světovou premiéru v Káhiře dirigoval Giovanni Bottesini a Aidu zpívala Antonietta Anastasi-Pozzoni. Stolzová zpívala roli Aidy až při evropské premiéře 8. února 1872 v divadle La Scala v Miláně. Teresa Stolzová pak podepsala smlouvu na třicet představení v Káhirské opeře v sezóně 1873–1874 za astronomický honorář 150 000 francouzských franků. Mimo to se jí dostalo poct od samotného chediva Isma'ila Paši.

## Osoby

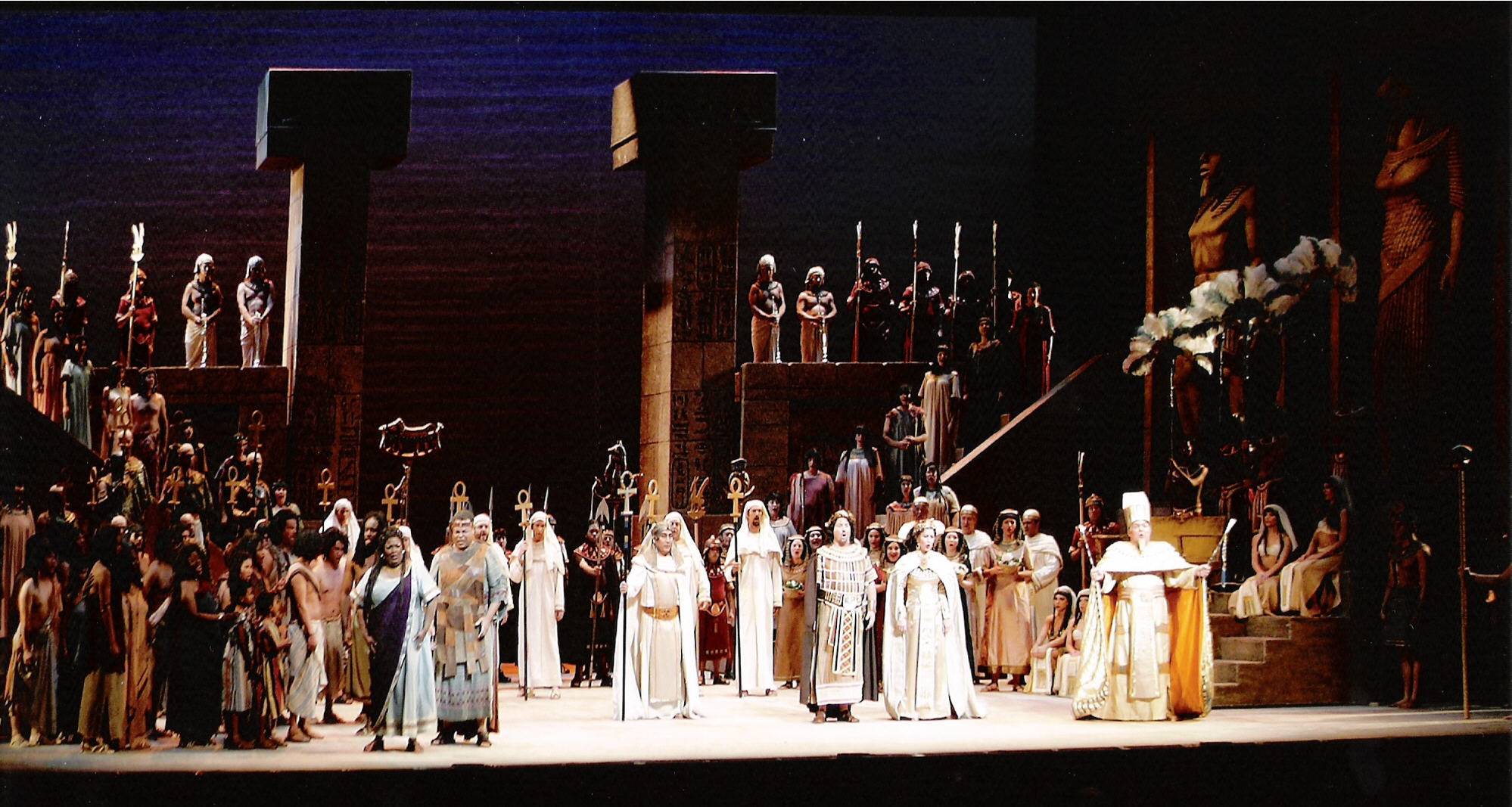
Triumfální scéna z opery „Aida”

| Aida, etiopská princezna – egyptská otrokyně        | soprán      |
| Radames, egyptský vojevůdce                         | tenor       |
| Faraon                                              | bas         |
| Amneris, jeho dcera                                 | mezzosoprán |
| Amonasro, etiopský král, Aidin otec                 | baryton     |
| Ramfis, velekněz                                    | bas         |
| Posel                                               | tenor       |
| Kněží, kněžky, důstojníci, vojáci, Egypťané, otroci | sbor        |

## Obsah
Aida je dramatická opera o čtyřech dějstvích. Její děj se odehrává ve starém Egyptě v Memfidě a v Thébách.

### 1. dějství
V paláci egyptského faraona se rozhoduje o určení vojevůdce pro tažení do Etiopie. Mezi kandidáty je i Radames, který by pomocí úspěchu ve válce rád dosáhl svého svazku s otrokyní Aidou, Etiopankou. Na tuto vzájemnou lásku Aidy a Radamese žárlí faraonova dcera Amneris, která je do Radamese také zamilovaná.
Radames se nakonec opravdu stává vojevůdcem pro toto tažení a je tomuto úkolu zasvěcen. Aida je z toho ale vnitřně rozpolcena, neboť její milý má vést vojsko proti její vlastní zemi.

### 2. dějství
Amneris se snaží vylákat z Aidy tajemství její lásky k Radamesovi, předstírá proto před Aidou, že Radames padl. Aida se však přizná teprve ve chvíli, kdy Amneris odhalí svou lež a oznámí jí naopak, že Radames žije a je na cestě do vlasti.
Mezi zajatci poznává Aida svého otce Amonasra - nikdo z Egypťanů ale netuší, že se jedná o krále Etiopie. Aida žádá Radamese o propuštění zajatců a ten o to prosí faraona. Ten však rozhodne, že Aida i její otec mají být dále drženi jako rukojmí, ostatní zajatce propouští. Všichni oslavují Radamese jakožto dobrého vojevůdce. Faraon nabízí Radamesovi za vítězství ruku Amneris a následnictví trůnu. Radames nemůže tuto nabídku odmítnout, i když je tím zdrcena Aida i on sám. Radames doufá, že po další vítězné válce přesvědčí faraona, že nemusí pojmout za ženu Amneris, ale její otrokyni Aidu.

### 3. dějství
Aida čeká za večerního ticha na břehu Nilu na Radamese a vzpomíná na svou krásnou ztracenou vlast. Přichází za ní její otec a snaží se ji přesvědčit, aby vyzvěděla od Radamese vojenská tajemství, aby tak on, její otec a král Etiopie, mohl snadno porazit egyptská vojska. Aida tuto žádost odmítá. I když by se ráda vrátila do své vlasti, nechce Radamese podvést. Otec ji k této zradě donutí tím, že ji prokleje a řekne, že už není jeho dcera. Aby Aida otcovo prokletí překonala, obrátí se na Radamese s otázkou, kterou jí otec poručil. Zároveň Radamesovi nabízí společný útěk do Etiopie. Radames souhlasí s útěkem a přitom jí prozradí rozmístění egyptských vojsk. V tom vystupuje z úkrytu Amonasro, Aidin otec, a prohlašuje, že je etiopským králem. Radames chápe, že se dopustil zrady Egypta, umožňuje sice útěk Aidy a Amonasra, ale sám se přiznává ke zradě a vydává se do rukou faraona. Svědkem jeho zrady byla také Amneris, která se v chrámě chystala na svatbu.

### 4. dějství
Amneris stále miluje Radamese, a tak mu nabízí, že když se zřekne Aidy a vezme si místo ní ji samotnou, zachrání ho před smrtí. To však Radames odmítá. Je pak postaven před faraonův soud a za svou zradu odsouzen k pohřbení zaživa. Amneris prosí, aby byl ušetřen, tvrdí, že je nevinen, ale je již pozdě.
Proměna: Radames je zazděn do podzemní hrobky, vzpomíná na Aidu a doufá, že klidně žije daleko odtud. Najednou se však objeví Aida, která se v hrobce již dříve ukryla, neboť tušila, co asi Radamese čeká a chtěla s ním sdílet jeho osud. Aida a Radames umírají a nad jejich hrobkou lká Amneris, nešťastná žena, která sama milovaného Radamese označila za zrádce a vydala jej do rukou faraonových.

Uvedení Verdiho opery Aida v Parmě v roce 1872
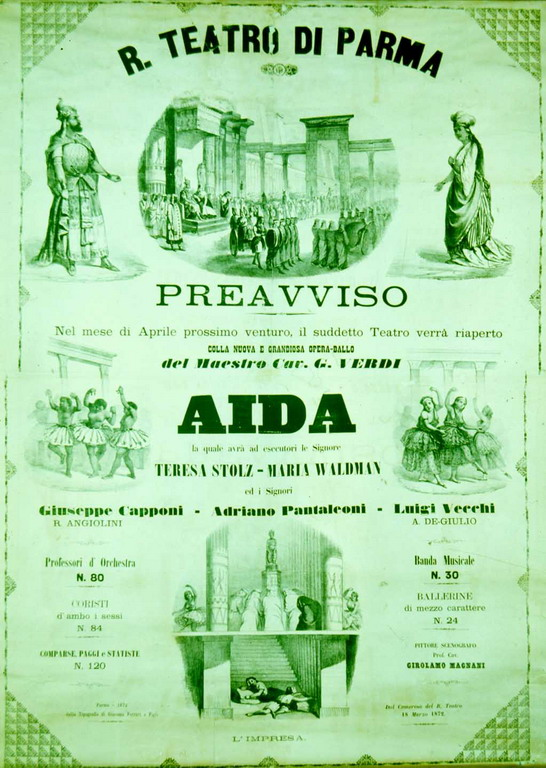
Plakát uvedení Verdiho Aidy v Parmě v roce 1872
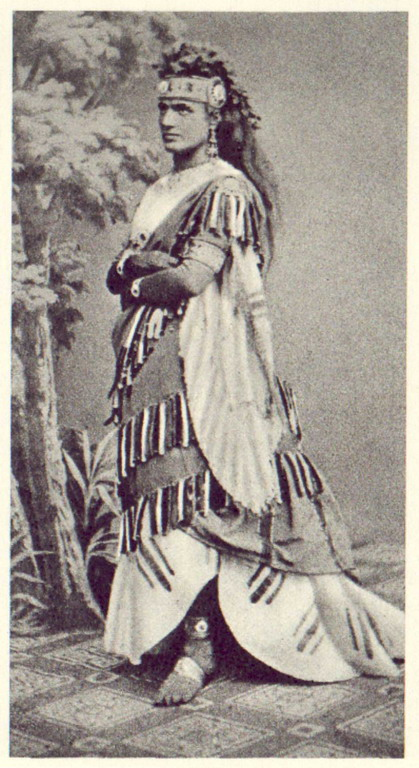
Tereza Stolzová v titulní roli
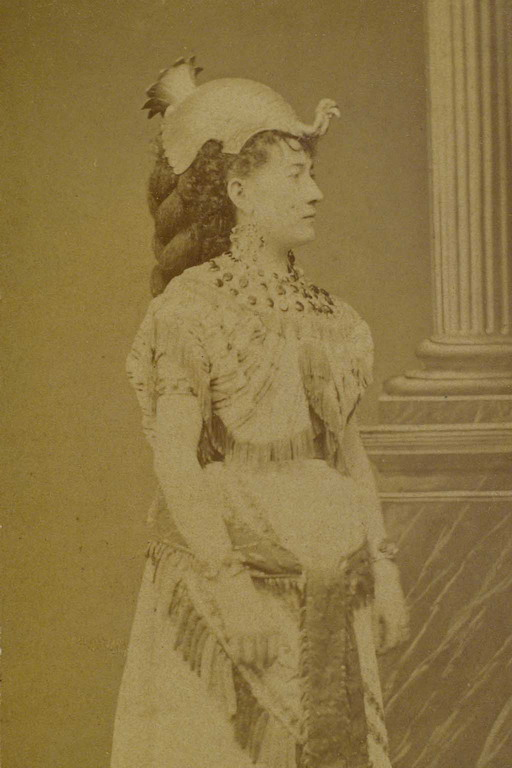
Rakouská mezzosopranistka Maria Waldmann v roli Amneris

Fotografie z archivu Istituzione Casa della Musica di Parma.

## Nahrávky
- 1970 - hlavní role: Leontyne Price, Plácido Domingo, Sherrill Milnes, Grace Bumbry, Ruggero Raimondi, Hans Sotin, dirigent: Erich Leinsdorf, London Symphony Orchestra, sbor John Alldis Choir, vydavatelství RCA Records[3]